# Aguri Suzuki
Aguri Suzuki (japoneză 鈴木亜久里, n. 8 septembrie 1960, Tokyo⁠(d), Tōkyō, Japonia) este actualul proprietar și manager al echipei de Formula 1 Super Aguri. A fost de asemenea și pilot de Formula 1.

## Cariera în Formula 1
| Sezon | Echipă                 | Puncte | Loc clasament general |
| ----- | ---------------------- | ------ | --------------------- |
| 1988  | Larrousse Calmels      | 0      | -                     |
| 1989  | West Zakspeed Racing   | 0      | -                     |
| 1990  | ESPO Larrousse F1      | 6      | 12                    |
| 1991  | Larrousse F1           | 1      | 22                    |
| 1992  | Footwork Mugen Honda   | 0      | -                     |
| 1993  | Footwork Mugen Honda   | 0      | -                     |
| 1994  | Sasol Jordan           | 0      | -                     |
| 1995  | Ligier Gitanes Blondes | 1      | 17                    |